# Tureia
Tureia – atol znajdujący się w południowo-wschodniej części archipelagu Tuamotu, w Polinezji Francuskiej. Powierzchnia atolu wynosi 8 km². Główną miejscowością atolu jest Fakamaru, atol jest centrum administracyjnym gminy Tureia, do której należą również atole Fangataufa, Mururoa, Tematangi and Vanavana.

## Demografia
Liczba ludności zamieszkującej atol Tureia:
| 1977  | 1983  | 1988  | 1996  | 2002 | 2007 | 2012 | 2017 |
| ----- | ----- | ----- | ----- | ---- | ---- | ---- | ---- |
| 1,478 | 2,934 | 2,186 | 1,321 | 313  | 311  | 301  | 336  |